# 三人称・鉄塔 ひとりのよる
『三人称・鉄塔 ひとりのよる』（さんにんしょう・てっとう ひとりのよる）は、2023年10月5日より文化放送で放送されている深夜ラジオトーク番組である。

## 概要
ゲーム実況グループ・三人称のメンバー、鉄塔による初のラジオ冠レギュラー番組である。放送方式は収録。
2021年、文化放送『ナニモノ!』（第１期）の2月27日／3月6日放送分に鉄塔が、5月29日／6月5日放送分に三人称の３名がパーソナリティとして出演。同番組出演の好評を受け、鉄塔の単独パーソナリティによるラジオ番組が企画された。
日頃「ぼっち論」を唱え活動する鉄塔が「あなたのひとりの夜に寄り添う、ひとり喋り番組」と銘打ち、自身やリスナーからの投稿エピソードなどを紹介していく番組構成となっている。基本的には終始ひとり喋りであるが、トークの流れによっては番組ディレクターや放送作家と話すこともある。
なお、不定期ではあるが、鉄塔にゆかりのある人物が出演するゲスト回もある。

## 沿革
2021年
2月27日／3月6日　文化放送『ナニモノ!』（第１期）に鉄塔が単独出演。
5月29日／6月5日　文化放送『ナニモノ!』（第１期）に三人称の３名が出演。
2023年
9月13日　「三人称・鉄塔 ひとりのよる」レギュラーラジオ化を公式にアナウンス。番組公式アカウントを公開。
9月26日　番組公式サイト（「QloveR」内）公開。
10月5日　番組放送開始。文化放送／東海ラジオの２局ネット。
2024年
3月28日　この日をもって、東海ラジオでの放送が終了。
5月9日　番組初の生放送「三人称・鉄塔 ひとりのよる なま」を放送。
7月20日　代々木・山野ホールにて、番組初の公開収録を開催。
9月5日　「三人称・鉄塔 ひとりのよる」公式ストアオープン。
2025年
3月12日　「週刊TVガイド」（東京ニュース通信社 発行）3/21号「RADIOガイド／文化放送 大特集」に「三人称・鉄塔 ひとりのよる」が掲載。

## レギュラーコーナー
週替わりのレギュラーコーナーは、随時募集しているリスナー投稿を紹介するものである。各コーナーは番組１周年を機に新コーナーの提案・お試しを経て入れ替えが行われた。今後もリスナーの反応次第で、入れ替えは随時実施される予定。
・僕も、ひとりです。　- 鉄塔が共感できそうな、ひとりエピソードを紹介。
・鉄川先生の実に…面白い　- 昔の懐かしいもの・言葉・流行りなど“実に面白い”メールを紹介。
・鉄塔シャウト　- 鉄塔に聞いてほしい「叫び」を紹介。
・俺っち論　- リスナーの人生経験から得た独自の「○○論」を講義してもらう企画。
・ドライブマスターへの道　- ドライブ中の沈黙が苦手な鉄塔が、ドライブマスターを目指す。ゲスト回限定企画。

【以前のレギュラーコーナー／お試しコーナー】
・ひとりの川柳　- 毎回のテーマに沿った川柳を紹介する。以前のレギュラーコーナー。
・よる、ロマンス　- リスナーの恋愛に纏わるあれこれを、鉄塔が受け止める。以前のレギュラーコーナー。
・T-ワン（鉄塔ワン）グランプリ　- 毎回のテーマに沿った熱い熱量のプレゼンメールを紹介。

## ゲスト出演回
2023年
10月26日　声優、歌手の國府田マリ子が出演。
12月28日　ゲーム実況者の弟者（2BRO.）が出演。
2024年
5月9日　漫画家の浅野いにおが出演。
7月18日　RHYMESTER・宇多丸が出演。
7月25日　サカナクション・山口一郎が出演。（公開収録「ふたりのひるの部」放送回）
9月12日　ストリーマーのMOTHER3が出演。
10月18日　三人称のメンバー、ドンピシャとぺちゃんこが出演。（生放送回「さんにんのよる なま」）
10月24日　ダンサー、歌手の三浦大知が出演。（文化放送スペシャルウィーク）
12月19日　ゲーム実況者の兄者（2BRO.）が出演。
2025年
2月27日　 YouTuber、ライターの須貝駿貴（QuizKnock）が出演。
4月24日　女優、声優、歌手の黒沢ともよが出演。
6月12日　お笑いタレント、俳優、YouTuberのなだぎ武が出演。（文化放送スペシャルウィーク）
7月31日　ダンサー、歌手の三浦大知が出演。ゲーム実況者の弟者（2BRO.）がコメント出演。（公開収録「みんなのなつ2025 すてきなひるの部」放送回）
8月7日　Youtuber、ゲーム実況者のドズル、ぼんじゅうるが出演。ゲーム実況者のリモーネ先生、しるこがコメント出演。（公開収録「みんなのなつ2025 ゆかいなよるの部」放送回）

## 公開収録イベント

### 【第１弾／2024年7月20日】
代々木・山野ホールにて初の番組公開収録イベントを開催、ゲストにサカナクション・山口一郎を迎えた「ふたりのひるの部」と鉄塔単独の「ひとりのよるの部」の２公演が行われた。なお、イベントの模様は公式サイトにて期間限定で有料アーカイブ配信された。

### 【第２弾／2025年7月26日】
北千住・シアター1010にて２回目の番組公開収録イベント「三人称・鉄塔 ひとりのよる みんなのなつ2025」を開催、ゲストに三浦大知を迎えた「すてきなひるの部」とドズル社のドズル、ぼんじゅうるを迎えた「ゆかいなよるの部」の２公演が行われた。なお、イベントの模様は公式サイトにて期間限定で有料アーカイブ配信された。

## ネット局
| 放送対象地域 | 放送局名         | 放送時間               | 放送期間                      | 補足   |
| ------------ | ---------------- | ---------------------- | ----------------------------- | ------ |
| 関東広域圏   | 文化放送（QR）   | 木曜深夜 25:30 - 24:00 | 2023年10月5日 -               | 制作局 |
| 中京広域圏   | 東海ラジオ（SF） | 木曜深夜 25:30 - 24:00 | 2023年10月5日 - 2024年3月28日 |        |

インターネットラジオ・radikoでも同時刻のストリーミング配信、及び放送終了後１週間のアーカイブ配信を行なっている。また、公式サイトでは有料会員向けに過去の番組アーカイブやおまけ動画などを配信、視聴可能となっている。